# Société industrielle des Téléphones-Voitures Automobiles Système Ader
Société Industrielle des Téléphones-Voitures Automobiles Système Ader est un constructeur automobile français.

## Production

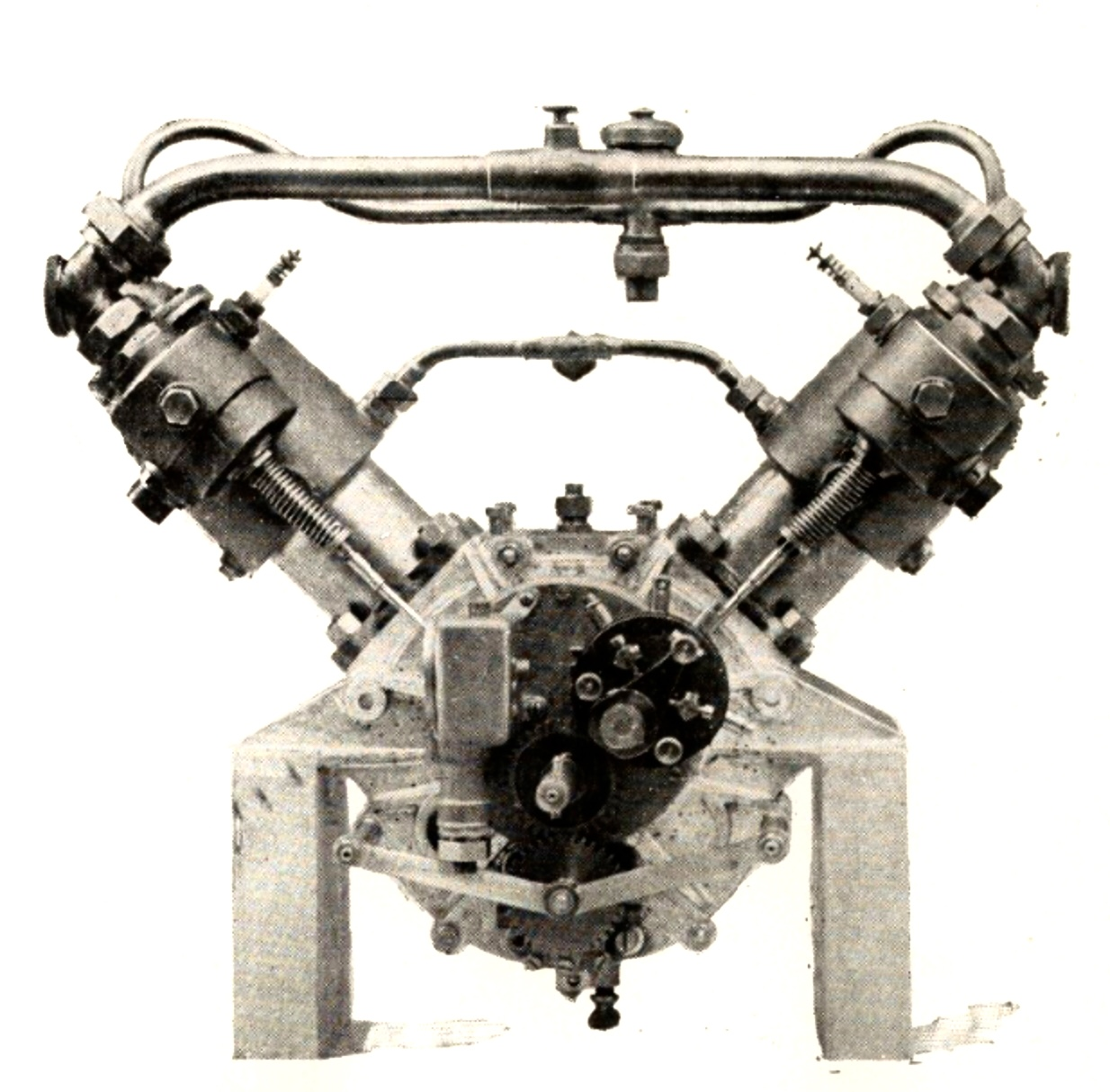
Ader moteur V2 de 904 cm3 avec un alésage de 80 mm et une course de 90 mm.

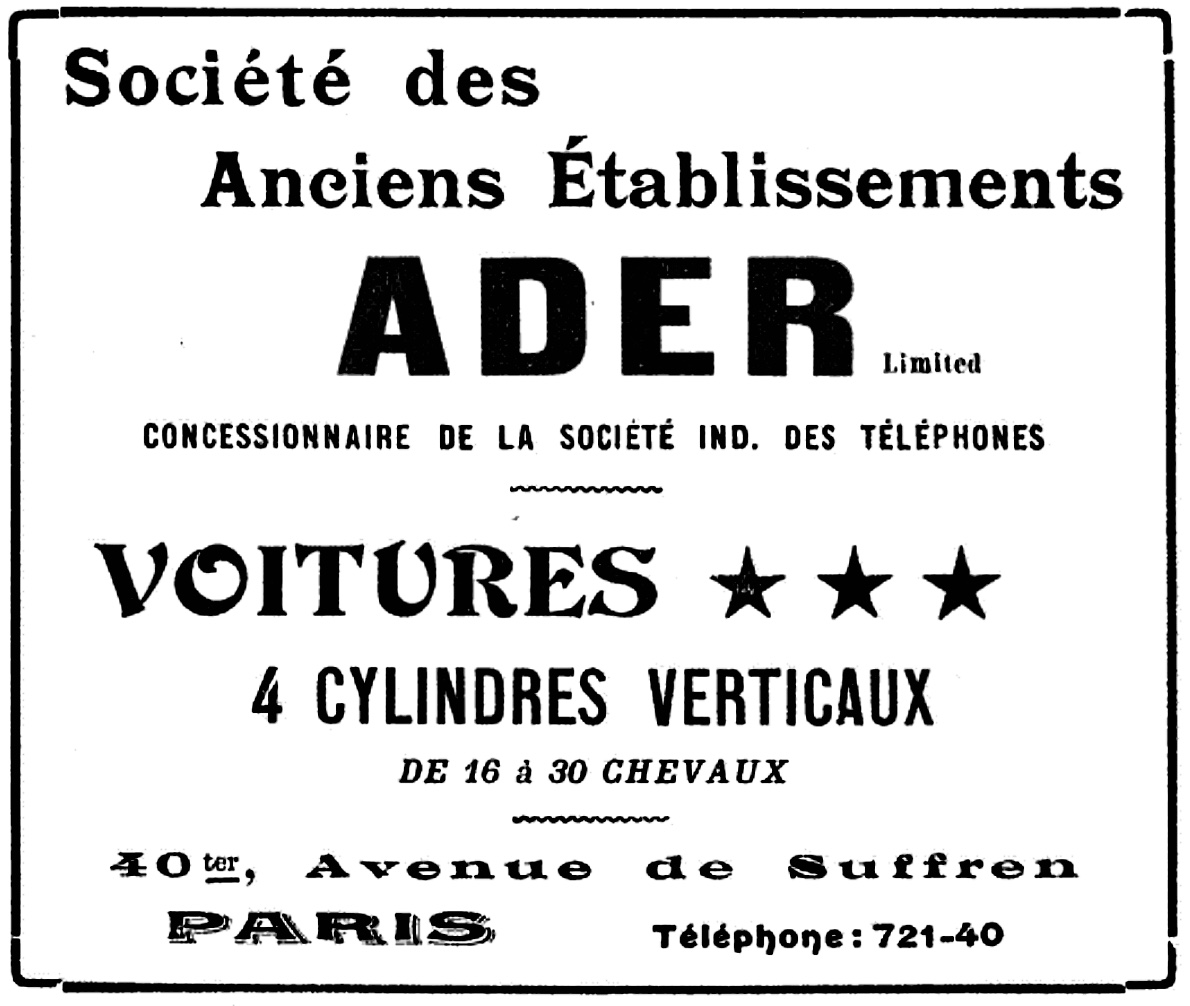
Ader (1907).

L’entreprise basée à Levallois-Perret a commencé à produire des automobiles et des composants en 1898. L’usine était située au 25, Rue du 4-Septembre. En 1900, Clément Ader fonde la société Société Industrielle des Téléphones-Voitures Automobiles Système Ader à Levallois-Perret pour la production d’automobiles. Le premier modèle 8 CV Type V11 de 1900 était équipé d’un moteur V2 de 904 cm3 avec un alésage de 80 mm et une course de 90 mm. Le régime moteur peut varier entre 500 tr/min et 1500 tr/min. La puissance d’entraînement était transmise via des arbres à la boîte de vitesses située sous le siège du conducteur et du différentiel à bride directe aux arbres latéraux. De là, la puissance était transmise à l’essieu arrière au moyen de chaînes. L’empattement était de 1 825 mm et la largeur de voie était de 1 255 mm. La longueur du véhicule était de 2 785 mm. Les pneus avaient un diamètre de 800 mm. Le prix du châssis était de 5 500 francs, celui du véhicule complet de 6 500 francs. En 1904, l’entreprise est rebaptisée Société Ader. La production s’est terminée en 1907.